# Jim Thompson
James Myers Thompson (Anadarko, Oklahoma, 27 de septiembre de 1906 - Huntington Beach, California, 7 de abril de 1977), conocido como Jim Thompson, fue un escritor y guionista estadounidense de novelas policíacas de género negro.

## Biografía
Su padre, James Sherman Thompson, era un adinerado sheriff corrupto del condado de Caddo en Oklahoma. Se presentó a las elecciones para el congreso por el partido Republicano y fue derrotado el mismo año que nacía Jim. A continuación huyó a México para evitar problemas legales por malversación de fondos públicos. Era un hombre alocado, jugador compulsivo, que hizo una fortuna en el petróleo y dilapidó rápidamente en sus excesos.
El futuro escritor tenía parte de sangre india cherokee por su madre, una maestra, y vivió su infancia en Oklahoma City y en Burdell, estado de Nebraska, de donde eran los abuelos maternos del escritor. Allí estuvo dos años mientras su padre estaba huido, bajo la influencia de su abuelo, quien lo inició no sólo en la lectura de los clásicos (los griegos, Freud, Karl Marx, Don Quijote, Los viajes de Gulliver), sino también en sus primeras experiencias de adolescente con el tabaco y el whisky.[cita requerida]
En 1919, el padre se consagra a la extracción de petróleo y toda la familia se traslada a Fort Worth, en Texas, donde permanecerá diez años entre la súbita riqueza y una no menos súbita pobreza, que al fin domina a la familia cuando quiebran los negocios petrolíferos del padre. Debe, pues, ponerse a trabajar muy joven en 1921 en la redacción de un periódico y a escribir relatos, especializándose en la temática criminal, con ayuda de su madre y su hermana, que le buscan casos reales que el muchacho reescribe. En 1923 se pone a trabajar además en un hotel como botones. En 1925, las complicaciones de una tuberculosis, el estrés de un trabajo intensísimo y el alcoholismo le obligan a convalecer a duras penas y empieza después un largo vagabundeo de un empleo a otro por Texas, frecuentando los campamentos de vagabundos y los bajos fondos. Hace amistad con el legendario cantautor Woody Guthrie y conoce a un sheriff adjunto que será, junto con su padre, el modelo para los sheriffs de futuras novelas del escritor. Trabaja de obrero de la construcción, de bracero y en un oleoducto, y todos estos y otros empleos dejarán huella en su obra. Jim, pues, no pudo tener una escolaridad normal y siempre se resentirá por ello. 
En 1928 vuelve a Fort Worth; en 1929 escribe relatos de temática criminal documentados en casos reales que le suministra su madre; los publica en Texas Monthly y retoma su trabajo como botones en un hotel; como vende alcohol durante la prohibición, tiene algunos problemas con la ley y, al mismo tiempo, con los mafiosos, puesto que la policía le ha requisado su stock de botellas, así que se vio en la necesidad de huir de Fort Worth precipitadamente. Es la época de la Gran Depresión y se refugia en Nebraska, en cuya universidad en 1930 empieza a estudiar agricultura; al mismo tiempo trabaja en una pastelería-panificadora y también se dedica a las ventas a plazos. En 1931 conoce a una telefonista católica, Alberta, y se casan ese mismo año en Marysville, Kansas. En los años sucesivos les nacen varios hijos, se queda sin trabajo y debe abandonar la universidad: son los años duros de la Gran Depresión; lee a Karl Marx y en 1936 ingresa en el Partido Comunista Estadounidense, más por buscar buena conversación que por otra cosa,[cita requerida] pero lo deja en 1938; por ello será denunciado en 1951 durante la caza de brujas del senador Joseph McCarthy. En 1938, dirige el Writer's Project de Oklahoma, cargo del que dimitirá en 1939. La esposa de Thompson le obliga a someterse a una operación para esterilizarlo. 
En 1940 una subvención de la Fundación Rockefeller a través de la Universidad de Carolina del Norte para escribir un libro sobre la construcción permite cierto respiro económico a los Thompson, que tienen tres hijos: dos niñas, Patricia y Sharon James, y un niño, Michael. Este trabajo obliga a la familia a trasladarse a San Diego, California, en 1941; antes debe internar a su padre en un pequeño sanatorio de Oklahoma City. Pero el proyecto sobre el libro acerca de la construcción se cierra y de nuevo se queda en paro. Vuelve pues a buscar un trabajo eventual en una fábrica de aviones. 
Es entonces cuando decide marchar a Nueva York para abrirse camino como escritor (no publicó su primera novela extensa hasta los 39 años); de paso visita a su padre en el sanatorio y le promete sacarle de él en el plazo de un mes; en Nueva York escribe en menos de dos semanas una novela, en jornadas intensivas de veinte horas de escritura; pero es ingresado por alcoholismo y al salir se entera de que ha pasado el plazo de un mes y su padre se ha suicidado. Entre 1942 y 1949 publica varias novelas en tapa dura y trabaja como reportero en el San Diego Journal y en el Los Angeles Mirror. En 1951, un guionista denuncia a James Thompson como comunista. En 1952 inicia su colaboración con la editorial neoyorkina de bolsillo Lion Books, dirigida por Arnold Hano, que fue también uno de sus mejores amigos: para ella escribe doce novelas en dieciocho meses.
En 1955 inicia su actividad como guionista cinematográfico con el guion para Atraco perfecto, de Stanley Kubrick; también colaborará con él en Senderos de gloria. Y bosqueja la idea original en que se inspira la serie policiaca televisiva Ironside. En 1956, la familia se traslada a Los Ángeles, en parte para evitar las expansiones alcohólicas y las aventuras amorosas del escritor en Nueva York, ya que la mujer del escritor se niega a divorciarse. Por entonces publica numerosos relatos policiacos en diversas revistas y novelas en la editorial Signet Book. En años sucesivos publicará además novelas con el sello neoyorquino Fawcett Publications. Empiezan a realizarse adaptaciones cinematográficas de sus obras, como La huida, de Sam Peckinpah, con Steve McQueen.
En 1970 viaja a París con la intención de quedarse; su estancia allí resulta bastante revoltosa y alcohólica; su novela 1.280 almas había recibido el honor de ser la elegida por la editorial Gallimard para publicar el número 1000 en su prestigiosa Série Noire (1966); pero su esposa consigue que retorne a Estados Unidos con una mentira (le cuenta que su hijo ha intentado suicidarse). En 1975, Jim Tompson, muy disminuido físicamente, se encuentra prácticamente incapacitado para escribir, pero aparece como actor secundario en Adiós muñeca, filme dirigido por Dick Richards, gracias a su amigo Jerry Bick, que le consiguió ese empleo para paliar en parte sus estrecheces económicas. Poco antes de morir en 1977, le dice a su mujer que guarde sus manuscritos, pues sabe positivamente que dentro de diez años sería un escritor revalorizado; y, en efecto, así fue. Se suceden las reimpresiones y traducciones de sus obras, que se adaptan incesantemente al cine. Actualmente Jim Thompson es considerado el tercer gran novelista del subgénero negro dentro de la novela policiaca, al lado de Dashiell Hammett y Raymond Chandler.[cita requerida]

## Obra
El mundo que reflejan las 29 narraciones extensas de Jim Thompson es nihilista y está poblado de perdedores, aprovechados, sociópatas y psicópatas; no hay otra moral que el propio beneficio. Sus mejores novelas están escritas en primera persona. Y algunas son autobiográficas, como Chico malo (Bad Boy), que narra su infancia, o En bruto (Roughneck), aunque son constantes los elementos biográficos en todas sus otras novelas. Su lenguaje es un slang intraducible y muy económico con la expresión:
En muchos libros que he leído, el autor parece descarrilar, enloquece en cuanto llega al momento culminante. Empieza a olvidarse de los signos de puntuación, suelta todas las palabras de una vez y divaga acerca de las estrellas que parpadean y que se sumergen en un profundo océano opaco. Y no hay forma de enterarse si el protagonista está encima de la chica o de una piedra. Creo que este tipo de manía pasa por tener un gran valor intelectual. (De El asesino dentro de mí).[cita requerida]
Es un maestro en el diseño de los personajes, especialmente los psicópatas, y presenta una cosmovisión sombría y cruel de la existencia humana. Su arte novelístico lo resumió en una afortunada frase: "Hay 32 maneras de escribir una historia y yo las he usado todas, pero solo hay una trama: las cosas no son lo que parecen". En sus novelas suelen aparecer frecuentemente los recuerdos de su padre retorcidos como venganza por un feroz complejo de Edipo; a esto se alía además el recurrente tema de la castración. Por otra parte, sus protagonistas suelen padecer una especie de desdoblamiento de personalidad. En 1.280 almas, el protagonista es un sheriff psicópata sureño que se hace pasar por tonto, siendo como es desalmado, cínico, manipulador y pavorosamente inteligente. Ofrece una visión de una serie de personajes depravados y corruptos con un dominio del lenguaje (su característico y expresivo slang) pasmoso. Es considerada su mejor novela junto con Noche salvaje. Escribió también Libertad condicional, Los timadores, excelentemente adaptada al cine por Stephen Frears, La huida, también adaptada al cine con una gran interpretación de Steve McQueen y una gran dirección de Sam Peckinpah, El asesino dentro de mí, Ciudad violenta, Una chica de buen ver, Los transgresores, Tierra sucia (también traducida como Una cabaña en el sur), La sangre de los King, Texas, Al sur del Paraíso, Una mujer endemoniada, Los alcohólicos, El criminal, Libertad condicional, Un cuchillo en la mirada, etcétera.[cita requerida]